# Albéric II de Spolète
Pour les articles homonymes, voir Albéric.
 (janvier 2019).
Si vous disposez d'ouvrages ou d'articles de référence ou si vous connaissez des sites web de qualité traitant du thème abordé ici, merci de compléter l'article en donnant les références utiles à sa vérifiabilité et en les liant à la section « Notes et références ».
Albéric II de Spolète, né vers 912 à Rome et mort le 31 août 954 dans la même ville, est le fils de Marozie (fille de Théophylacte — des Théophylactes — et Théodora) et du duc de Spolète Albéric Ier.
Il prit le pouvoir à Rome en 932 après l'expulsion de son beau-père, le roi Hugues de Provence.

## Biographie
À la suite de la mort de son père, provoquée par le pape Jean X, sa mère Marozie s'était remariée avec Guy de Toscane puis Hugues d'Arles, marquis de Provence puis par la suite roi d'Italie. En 932, Albéric se révolte contre eux, il chasse Hugues de Rome et enferme sa mère, qui meurt en prison. Albéric s'autoproclame prince de tous les Romains, patrice ou consul de Rome.  
Il régit pendant 22 ans les destinées du duché de Rome, créant et déposant les papes (Léon VII, Étienne VII, Marin II et Agapet II) ainsi que les évêques. Appelé par ses contemporains le Gloriosus Princeps, il commença la réorganisation de Rome et des territoires environnants, qui étaient bien déchus, voire abandonnés. 
Sous son règne (appelé de façon conventionnelle République romaine) fut réformée l'administration civile de la ville qui fut divisée en douze districts, dirigés par des milices citadines bien payées et dotées d'armements adéquats. Les procès civils et religieux ne furent plus instruits au Latran ni à Saint-Pierre, mais dans certains bâtiments qu'il possédait sur le Monte Mario et qui furent affectés à des tribunaux. Sous sa tutelle, les papes ne furent rien d'autre que des instruments entre ses mains, susceptibles d'être déposés à tout moment. 
À la mort du pape Jean XI, son demi-frère (ils avaient la même mère, Marozie), Albéric fit monter sur le trône pontifical, le pape Léon VII, qui fut le promoteur de la réforme inspirée par le bénédictin Odon de Cluny. Aux disciples d'Odon, on confia les monastères usurpés et on leur donna des territoires entiers pour qu'ils les bonifiassent, ainsi que des châteaux pour une nouvelle organisation de la campagne du duché de Rome, où les gens vivaient en petits groupes dispersés, assurant ainsi le repeuplement des zones abandonnées. À la mort de Léon VII, en 939, Albéric plaça sur le trône de saint Pierre le pape Étienne VIII qui ourdit contre lui une conjuration ; mais il fut découvert et condamné en 942. 
Il s'ensuivit pour la ville une période de prospérité après les graves conflits qui avaient ensanglanté le Nord, entre les prétendants au royaume d'Italie et les empereurs. 
En 952, Otton Ier, roi de Germanie, descendit dans la péninsule à l'appel d'Adélaïde de Bourgogne, veuve du roi Lothaire II d'Italie et maîtresse de son beau-père, Hugues de Provence, car elle était harcelés par Aubert, fils du marquis Bérenger d'Ivrée. Après avoir libéré la princesse de Canossa où elle s'était réfugiée, Otton se fit couronner roi d'Italie, et envoya à Rome une ambassade dirigée par l'évêque de Mayence : il s'agissait de nouer une alliance avec le nouveau pape, mais Albéric ne le fit même pas entrer dans la ville. Ce dernier en 954, quelques jours avant sa mort, fit promettre par les nobles romains, devant l'autel de Saint-Pierre, qu'à la mort du pape Agapet II, ils éliraient au trône pontifical son fils, Octavien. C'est ce qui se passa et Octavien fut couronné pape sous le nom de Jean XII.

## Liens familiaux
Épouse 1° : Ada, fille d'Hugues d'Arles, roi d'Italie.
Deux fils : 
- Octavien, pape sous le nom de Jean XII (955-964) ;
- et Déodat[2], marié et père de : 
  - Grégoire, marié avec Marie : père de Théophylacte et Albéric,
  - et Benoît VII, pape.

Épouse 2° : Stefania « Senatrix », une femme noble romaine, peut-être sœur du pape Jean XIII (965-972 ; fils de Theodora II), de qui elle a reçu une donation en 970 ; mais il est incertain de l'identifier avec l'une des deux femmes (l'autre s'appelait Marozia) qui apparaît dans un acte de donation de 945 ; il existe Stefania et Marozia (II), deux filles de Théodora II et sœurs de Jean XIII, Theodora II étant elle-même la deuxième fille de Théophylacte Ier et Théodora Ire ; mais ce pourrait aussi être une fille de Jean, duc de Naples († v. 969), et de sa femme Theodora dei Crescenzi (Theodora III, fille de Theodora II et sœur des précédents ?).
- Un fils : Grégoire Ier de Tusculum († 1012), comte de Tusculum (Wiki-en le donne comme fils d'Ada d'Arles), père de : 
  - Benoît VIII ; Jean XIX ; et Albéric III : lui-même père de Benoît IX, grand-père de Benoît X et arrière-grand-père de Grégoire VII.